# Bandeira de Campina Grande
A bandeira de municipal de Campina Grande foi instituído de acordo com a Lei Municipal n.º54 de 26 de agosto de 1974, juntamente com o brasão, durante a administração do prefeito Evaldo Cavalcanti da Cruz. O brasão foi uma criação do Padre Paulo Leishmayer.
O símbolo faz alusão às esporas dos cavaleiros, fazendo referência aos tropeiros, que foram os responsáveis pelo progresso inicial de Campina Grande. No brasão a asna é de cor dourada, porém na bandeira a cor é substituída pelo amarelo.